# Shlomo Kučera
Radoslav Shlomo Kučera (ur. 1973 w Brnie) – czeski rabin, od września 2009 do marca 2010 Naczelny Rabin Górnego Śląska.

## Życiorys
Urodził się w Brnie. W 2005 wyemigrował do Izraela, gdzie studiował w jesziwie Midrasz Sfaradi w Jerozolimie. Tam też otrzymał smichę rabinacką. Studiował także w Beren-Amiel Institute – Ohr Torah Stone w Efracie, gdzie został przygotowany do pracy w diasporze.
We wrześniu 2009 jako emisariusz organizacji Shavei Israel przybył do Polski, gdzie objął posadę rabina Gminy Wyznaniowej Żydowskiej w Katowicach. Przysługiwał mu tytuł Naczelnego Rabina Górnego Śląska.
Jest żonaty z Rut. Ma jednego syna: Josefa (ur. 9 lutego 2010 w Katowicach).